# Dušan Tumpić
Dušan Tumpić (5. svibnja 1915.), hrvatski povjesničar

## Životopis
Rođen je 1915. godine. Pisao je o istarskim temama. Povijesna razdoblja koja je obuhvaćao bila su od najstarijih vremena do kraja 2. svjetskog rata, borbi istarskih Hrvata protiv fašizma prije i za vrijeme drugog svjetskog rata. Za obradu teme istarske emigracije Hrvata između dva svjetska rata, kojoj je i sam pripadao, jer je bio prisiljen otići iz Istre u Zagreb, niz je godina prikupljao izvornu i drugu dokumentaciju o toj emigraciji, napisao više članaka i prezentirao tu dokumentaciju na raznim skupovima. Uporno se borio za svoje stavove. Isticao je da su zaboravljene brojne istine o istarskoj emigraciji, a mnogi njeni svijetli likovi prepušteni zaboravu. Pisao je o istarskim hrvatskim revolucionarima i narodnjacima (Marčanac Ivan Blažina), Istranima na zagrebačkoj željeznici, o Zagrebu i Istri između dva svjetska rata, raskidu istarske mladeži s beogradskim režimom. Članke je objavio u Pazinskom memorijalu, Prilozima o zavičaju, Glasu Istre i dr.
Tisak emigracije istarskih Hrvata odigrao je važnu integracijsku ulogu u hrvatskoj povijesti i u očuvanju nacionalne svijesti istarskih Hrvata i hrvatskog identiteta Istre, što je talijanski fašizam između dvaju svjetskih ratova pokušao zbrisati. Emigrantski rad istarskih Hrvata odražavao je antifašističku i hrvatsku nacionalnointegracijsku svijest i potrebu oslobađanja toga okupiranoga hrvatskog prostora te sjedinjenja Istre s maticom Hrvatskom, što se je i dogodilo 13. rujna 1943. za antifašističkog i narodnooslobodilačkog rata. Predvodnici oslobođenja Istre bili su emigranti, kakav je bio i Dušan Tumpić, i Anton Cerovac Tončić, braća Ante i Ljubo Drndić, braća Zvane i Berto Črnja i mnogi, mnogi drugi.
Bio je vijećnik ZAVNOH-a i član Štaba 43. istarske divizije. Poslije rata došao je u nemilost jugokomunističkog režima. Krajem rata i poslije rata, nova jugoslavenska vlast se krvavo obračunala s tzv. istarskim »narodnjacima« (zvjersko ubojstvo Mate Peteha), narodnih svećenika (pr. Šime Milanović) i krajnje sumnjiva smrt Joakima Rakovca. Maknula je sav matični istarski partizanski kadar, smijenjeni su svi najistaknutiji partizanski rukovodioci Istre, mnogi su sumnjičeni i zlostavljani, a sve je kulminiralo u »istragi« informbirovaca, kad su pored Talijana i Hrvata, predratnih članova Partito comunista d’Italia (Komunističke partije Italije), na kaznionicu na Golom otoku poslani dokazani domoljubi Ligio Zanini, Zvane Črnja, Mate Kršul, Jurica Knez, Ćiro Raner, Dušan Diminić i među njima Dušan Tumpić.
Kad su 25. srpnja 1999. na tribini Socijalističke radničke partije i Društva Josip Broz Tito u Puli te županijskom skupu Saveza antifašističkih boraca u Buzetu, gdje su nastupili i čelnici IDS-a, javnosti ponovo poslane poruke o navodnoj fašistoidnosti Hrvatske, oglasili su se oštrim suprotstavljanjem hrvatski antifašistički vođe, među njima i Dušan Tumpić. Naglasio je da je on oduvijek bio istarski Hrvat i da se kao takav borio za Hrvatsku, a ne za Jugoslaviju.

## Djela
Napisao je knjige:
- Nepokorena Istra: sjećanja i dokumenti : sa dva historijska zapisa Franje Debeuca, te brojnim prilozima istarskih boraca, 1975.
- Istarska emigracija: svjedočanstva, 1991.
- Hrvatska Istra, 1993., 2. izdanje 1995.